# Lega dipartimentale di Huancavelica
La lega dipartimentale di Huancavelica è una delle 25 leghe dipartimentali della Copa Perú, che costituiscono la quinta divisione del campionato peruviano di calcio. È organizzata dalla FPF, la federazione calcistica peruviana.

## Storia
La Lega Dipartimentale di Huancavelica è stata fondata il 25 maggio 1966.

## Albo d'oro
| Anno | Campione                 | Città        |
| ---- | ------------------------ | ------------ |
| 1967 | UDA de Huancavelica      | Ascensión    |
| 1968 | UDA de Huancavelica      | Ascensión    |
| 1969 | UDA de Huancavelica      | Ascensión    |
| 1970 | Sport Machete            | Lircay       |
| 1971 | Hospital Centro de Salud | Huancavelica |
| 1972 | Sport Diamante           | Pampas       |
| 1973 | Estudiantes Unidos       | Huancavelica |
| 1974 | Estudiantes Unidos       | Huancavelica |
| 1975 | Sport Diamante           | Pampas       |
| 1976 | Estudiantes Unidos       | Huancavelica |
| 1977 | Estudiantes Unidos       | Huancavelica |
| 1978 | UDA de Huancavelica      | Ascensión    |
| 1979 | Dep. Caminos             | Huancavelica |
| 1980 | Social Julcani           | Ccochaccasa  |
| 1981 | Diablos Rojos            | Huancavelica |
| 1982 | Unión Bellavista         | Lircay       |
| 1983 | Diablos Rojos            | Huancavelica |
| 1984 | Diablos Rojos            | Huancavelica |
| 1985 | Unión Minas de Julcani   | Ccochaccasa  |
| 1986 | Rosario Central          | Lircay       |
| 1987 | Dep. Santo Domingo       | Huancavelica |
| 1988 | Cultural Bolognesi       | Huancavelica |
| 1989 | UDA de Huancavelica      | Ascensión    |
| 1990 | Estudiantes Unidos       | Huancavelica |
| 1991 | Racing FBC               | Huancavelica |
| 1992 | Siete de Agosto (*)      | Huancavelica |
| 1993 | Siete de Agosto (*)      | Huancavelica |
| 1994 | Racing FBC               | Huancavelica |

| Anno | Campione                            | Città        |
| ---- | ----------------------------------- | ------------ |
| 1995 | Diablos Rojos                       | Huancavelica |
| 1996 | Siete de Agosto (*)                 | Huancavelica |
| 1997 | Univ. Nac. de Huancavelica (U.N.H.) | Huancavelica |
| 1998 | Unión Recuperada                    | Huachocolpa  |
| 1999 | Leoncio Prado                       | Acobamba     |
| 2000 | Dep. Municipal                      | Acobamba     |
| 2001 | San Cristóbal                       | Huancavelica |
| 2002 | UDA de Huancavelica                 | Ascensión    |
| 2003 | Diablos Rojos                       | Huancavelica |
| 2004 | Dep. Municipal                      | Yauli        |
| 2005 | Instituto Pedagógico                | Huancavelica |
| 2006 | Dep. Municipal                      | Yauli        |
| 2007 | Dep. Municipal                      | Anchonga     |
| 2008 | Dep. Municipal                      | Acobamba     |
| 2009 | Diablos Rojos                       | Huancavelica |
| 2010 | Santa Rosa (*)                      | Huancavelica |
| 2011 | Dep. Municipal                      | Paucará      |
| 2012 | Dep. Municipal                      | Yauli        |
| 2013 | Dep. Municipal                      | Paucará      |
| 2014 | Social Lircay                       | Lircay       |
| 2015 | UDA de Huancavelica                 | Ascensión    |
| 2016 | UDA de Huancavelica                 | Ascensión    |
| 2017 | Diablos Rojos                       | Huancavelica |
| 2018 | UDA de Huancavelica                 | Ascensión    |
| 2019 | UDA de Huancavelica                 | Ascensión    |
| 2022 | Deportivo Vianney                   | Ascensión    |
| 2023 | Deportivo Vianney                   | Ascensión    |
| 2024 |                                     |              |

- (*) Siete de Agosto cambia de nombre a Santa Rosa

### Titoli per club
| Squadra                              | Titoli |
| ------------------------------------ | ------ |
| UDA de Huancavelica                  | 11     |
| Diablos Rojos                        | 9      |
| Estudiantes Unidos                   | 4      |
| Santa Rosa (*)                       | 3      |
| Dep. Municipal (Yauli)               | 3      |
| Racing FBC                           | 2      |
| Dep. Municipal (Paucará)             | 2      |
| Dep. Municipal (Acobamba)            | 2      |
| Deportivo Vianney                    | 2      |
| Sport Machete (Lircay)               | 1      |
| Hospital Centro de Salud             | 1      |
| Sport Diamante (Pampas)              | 1      |
| Dep. Caminos                         | 1      |
| Social Julcani (Ccochaccasa)         | 1      |
| Unión Minas de Julcani (Ccochaccasa) | 1      |
| Rosario Central (Lircay)             | 1      |
| Univ. Nac. de Huancavelica (U.N.H.)  | 1      |
| Unión Recuperada (Huachocolpa)       | 1      |
| Leoncio Prado (Acobamba)             | 1      |
| San Cristóbal                        | 1      |
| Instituto Pedagógico                 | 1      |
| Dep. Municipal (Anchonga)            | 1      |
| Social Lircay                        | 1      |